# 丹尼斯·彼得拉绍夫
丹尼斯·叶夫根尼耶维奇·彼得拉绍夫（俄語：Денис Евгеньевич Петрашов，2000年2月1日—），吉尔吉斯斯坦男子游泳运动员，2018年夏季青年奥运会男子100米蛙泳银牌得主、2025年世界大运会男子100米蛙泳金牌得主、2025年世界锦标赛男子100米蛙泳铜牌得主。